# Пройс, Йоганн Давид Эрдман
Йоганн Давид Эрдман Пройс (нем. Johann David Erdmann Preuß; 1 апреля 1785, Ландсберг (ныне Гожув-Велькопольский, Польша) — 25 февраля 1868, Берлин) — германский историк, педагог и издатель.

## Биография
Йоганн Давид Эрдман Пройс родился в семье портного. Окончил начальную школу в родном городе, в октябре 1800 года поступил гимназию во Франкфурте-на-Одере, после окончания которой поступил в тамошний университете на богословский факультет, тогда же став домашним учителем в семье де Вильде и позже переехав вместе с ней в 1807 году в Берлин. В 1810 году поступил во вновь открытый Берлинский университет изучать философию, филологию и богословие. В 1816 году был принят в университет Фридриха Вильгельма преподавателем немецкого языка, истории и географии.
17 июля 1841 года Йоганн Давид Эрдман Пройс был назначен придворным историографом бранденбургской истории. В 1860 году отошёл от дел. Был дважды женат.
Более всего известен своим изданием сочинений Фридриха Великого (Берлин, 1846—1857, 30 томов; с 1840 по 1847 год поддержку ему оказывал Пауль Аккерман). Другие работы его авторства: «Die Biographie Friedrichs der Große» (Берлин, 1834), «Lebensgeschichte des grossen Königs Friedrich von Preussen» (там же, 1834), «Friedrich der Große als Schriftsteller» (там же, 1837, дополнение — 1833), «Friedrich der Große mit seinen Verwandten und Freunden» (там же, 1838), «Friedrichs der Große Jugend und Thronbesteigung, eine Jubelschrift» (там же, 1840). Вёл также обширную переписку с другими историками, большая часть которой сохранилась в различных немецких архивах.